# Lepidozona mertensii
Lepidozona mertensii is een keverslak uit de familie Ischnochitonidae.
Deze soort komt voor aan de westkust van Noord-Amerika, van het het zuiden van Alaska tot het noorden van Neder-Californië.